# Nonito Donaire
Nonito Donaire Jr. est un boxeur philippin et américain né le 16 novembre 1982 à Talibon, dans la province de Bohol.

## Carrière
Passé professionnel en 2001, il devient champion du monde des poids mouches IBF le 7 juillet 2007 en battant l'arménien Vic Darchinyan par arrêt de l'arbitre au 5e round puis conserve sa ceinture contre Luis Maldonado (arrêt de l'arbitre au 8e round le 1er décembre 2007), Moruti Mthalane (arrêt de l'arbitre au 6e round le 1er novembre 2008) et Raul Martinez (arrêt de l'arbitre au 4e round le 19 avril 2009).
Donaire laisse alors son titre IBF vacant et choisit de poursuivre sa carrière dans la catégorie supérieure. Le 15 août 2009, il devient champion par intérim WBA des poids super-mouches en dominant aux points le panaméen Rafael Concepcion, puis il s'empare de la ceinture des poids coqs WBC Continental des Amériques en battant par KO au 4e round Wladimir Sidorenko le 4 décembre 2010.
Deux mois plus tard, le 19 février 2011, il bat au Mandalay Bay de Las Vegas le mexicain Fernando Montiel dès le 2e round et remporte ainsi les ceintures WBC & WBO des poids coqs, titres qu'il conserve aux points face à Omar Andrés Narváez le 22 octobre 2011 avant de les laisser vacants quelques jours plus tard. Nonito Donaire s'empare ensuite du titre vacant WBO des super-coqs le 4 février 2012 aux dépens de Wilfredo Vázquez Jr. puis du tire IBF face à Jeffrey Mathebula le 7 juillet 2012. Il ne défend pas cette ceinture mais conserve son titre WBO le 13 octobre suivant en disposant au 9e round de Toshiaki Nishioka puis bat Jorge Arce par KO au 3e round le 15 décembre 2012.
Nonito Donaire est en revanche battu aux points par Guillermo Rigondeaux, champion WBA de la catégorie, le 13 avril 2013 à New York. Il monte alors à nouveau de catégorie et s'empare de la ceinture WBA des poids plumes le 31 mai 2014 en disposant de Simpiwe Vetyeka sur décision technique rendue à l'issue du 4e round en raison d'une sévère coupure à la paupière gauche du philippin survenue lors du premier round. La décision des juges est unanime, Vetyeka ayant été compté par l'arbitre au 4e et dernier round. Ce succès est de courte durée puisqu'il est mis hors de combat au 6e round le 18 octobre 2014 par son challengeur officiel, le jamaïcain Nicholas Walters. 
Donaire relance sa carrière l'année suivante en boxant de nouveaux en super-coqs. Il bat ainsi en deux rounds William Prado puis Anthony Settoul et reconquiert la ceinture WBO de la catégorie en disposant aux points de Cesar Juarez le 11 décembre 2015. Nonaire bat ensuite par arrêt de l'arbitre au 3e round Zsolt Bedak le 23 avril 2016 mais perd aux points le 5 novembre 2016 contre Jessie Magdaleno et le 21 avril 2018 face à Carl Frampton. 
Le 3 novembre 2018, il redevient, 7 ans après, champion des poids coqs WBA après un succès contre le nord-irlandais Ryan Burnett par abandon à l'issue de la 4e reprise, titre qu'il conserve le 27 avril 2019 en battant par KO au 6e round Stephon Young. Il est en revanche battu aux points le 7 novembre 2019 par Naoya Inoue, champion IBF de la catégorie. Le 29 mai 2021, il s'empare à nouveau de la ceinture WBC des poids coqs après sa victoire par KO au 4e round contre Nordine Oubaali, ceinture qu'il conserve le 11 décembre suivant également au 4e round contre Reymart Gaballo. Il est en revanche battu par le champion WBA et IBF de la catégorie, le boxeur Japonais Naoya Inoue par KO au second round le 7 juin 2022.

## Distinctions
- Sa victoire au 5e round contre Vic Darchinyan est élue KO de l'année en 2007 par Ring Magazine.
- Élu meilleur boxeur 2012 par l'association américaine des journalistes de boxe.